# La Dernière Vague
The Last Wave (bra: A Última Onda) é uma minissérie de televisão francesa criada por Raphaelle Roudaut e Alexis Le Sec qur estreou no canal Françe 2 em 21 de outubro de 2019. No Brasil a série está disponível com exclusividade no serviço de streaming Globoplay.

## Sinopse
Tudo  se inicia durante um campeonato de surf em Brizan, sudoeste da França, uma enorme onda escura atinge os surfistas, que desaparecem no mar. Horas depois, eles ressurgem misteriosamente na água. Nada se sabe sobre a causa do acidente, e a única certeza é que a vida dos habitantes desse pacífico lugar se transformou completamente.

## Elenco
- David Kammenos como Ben Lebon
- Marie Dompnier  como  Léna Lebon
- Arnaud Binard  como Julien Lewen
- Lola Dewaere  como Marianne Lewen
- Capucine Valmary  como Yaël Lebon
- Guillaume Cramoisan  como Faust Ketchak
- Gaël Raës  como Thomas Lewen
- Roberto Calvet  como Max Alcorta
- Théo Christine como Mathieu Ketchak
- Olivier Barthélémy como Pierre Mattéoli
- Isabel Otero como Irène Lecap
- Alexia Barlier  como Juliette Dubrovniksky
- Odile Vuillemin como Cathy Alcorta

## Episódios
| N.º na série | N.º na temp. | Título                        | Dirigido por    | Escrito por                        | Exibição original     | Audiência (milhões) |
| --- | ------------ | ----------------------------- | --------------- | ---------------------------------- | --------------------- | ------------------- |
| 1 | 1            | "Cinq heures" "Cinco Horas"   | Rodolphe Tissot | Raphaëlle Roudaut et Alexis Le Sec | 21 de outubro de 2019 | 3,77                |
| Durante o evento anual de surfe em Brizan, uma nuvem cai sobre o oceano, sumindo com todos os surfistas. Cinco horas depois, todos reaparecem sem qualquer lembrança do ocorrido. |              |                               |                 |                                    |                       |                     |
| 2 | 2            | "Le retour" "Retorno"         | Rodolphe Tissot | Raphaëlle Roudaut et Alexis Le Sec | 21 de outubro de 2019 | 3,48                |
| Os sobreviventes se veem dotados de poderes estranhos. Ben descobre, atordoado, que os surfistas parecem estar conectados à nuvem, que logo se manifestará novamente.             |              |                               |                 |                                    |                       |                     |
| 3 | 3            | "Révolte" "Revolta"           | Rodolphe Tissot | Raphaëlle Roudaut                  | 28 de outubro de 2019 | 3,29                |
| A nuvem provocou uma onda que destruiu a cidade. Diante disso, Lena vê estranhas coincidências com seu sonho, enquanto os moradores entram em pânico e se questionam do ocorrido. |              |                               |                 |                                    |                       |                     |
| 4 | 4            | "Déflagration" "Explosão"     | Rodolphe Tissot | Raphaëlle Roudaut et Sophie Hiet   | 28 de outubro de 2019 | 2,92                |
| Ben descobre que as autoridades querem dispersar a nuvem na atmosfera com um drone, mas teme que isso coloque em risco os surfistas desaparecidos dias antes.                     |              |                               |                 |                                    |                       |                     |
| 5 | 5            | "Boomerang"                   | Rodolphe Tissot | Raphaëlle Roudaut et Sophie Hiet   | 4 de novembro de 2019 | 3,19                |
| Os surfistas que perderam a consciência após o lançamento do drone voltam a si. Ben volta para casa, chateado com a morte da adolescente, e Lena decide revelar sua gravidez.     |              |                               |                 |                                    |                       |                     |
| 6 | 6            | "Les messagers" "Mensageiros" | Rodolphe Tissot | Raphaëlle Roudaut et Sophie Hiet   | 4 de novembro de 2019 | 3,05                |
| Marianne e Ben descobrem uma intoxicação muito séria e inexplicável. Apenas os dez surfistas parecem misteriosamente poupados. A cidade é posta em quarentena pelas autoridades.  |              |                               |                 |                                    |                       |                     |

## Produção

### Desenvolvimento
Durante o Festival da Série Mania , os escritores explicam que a ideia surgiu de um vídeo "mostrando um tsunami de nuvens que engolfou um carro nas montanhas" . No entanto, eles não queriam explicar o fenômeno, mas "dizer como viverá uma comunidade em face de uma ameaça climática".[carece de fontes?]

### Filmagens
A filmagem dos seis episódios começou em agosto de 2018 nas Landes  , onde a estância balnear de Contis e os municípios de Biscarrosse , Mimizan e Capbreton serviram de cenário, bem como no sul de Bordéus.[carece de fontes?]